# 변칙 일치 조건
양자장론에서 변칙 일치 조건(變則一致條件, 영어: anomaly matching condition)은 연속 대칭의 변칙이 재규격화군 흐름에 따라 불변이어야 한다는 조건이다.

## 정의
서로 다르게 표현되는 두 양자장론이 낮은 에너지 극한에서 서로 같은 등각 장론으로 가는지 확인하려 한다고 하자. 그렇다면, 그 필요 조건은 두 양자장론들의 고전적 대칭들의 연속적 변칙이 서로 일치해야 한다는 것이다.

## 유도
에너지 눈금 {\displaystyle \mu }에서 정의된 양자장론 {\displaystyle {\mathfrak {Q}}(\mu )}를 생각하고, 이 이론이 고전적 대칭 {\displaystyle G}를 가진다고 하자. 또한, {\displaystyle G}의 변칙이 {\displaystyle {\mathcal {A}}({\mathfrak {Q}}(\mu ))}라고 하자.
이제, 어떤 주어진 눈금 {\displaystyle \mu _{0}}에 대하여, 변칙이 {\displaystyle -{\mathcal {A}}({\mathfrak {Q}}(\mu _{0}))}인 자유 바일 페르미온 이론 {\displaystyle {\mathfrak {F}}}를 고르자. 그렇다면 {\displaystyle {\mathfrak {Q}}(\mu _{0})}에 {\displaystyle {\mathfrak {F}}}를 추가한 이론에서는 {\displaystyle G}가 변칙적이지 않으며, 따라서 {\displaystyle G}를 결합 상수 {\displaystyle 1/g^{2}}의 게이지 대칭으로 승격시킬 수 있다. 만약 {\displaystyle g}가 충분히 작다면, {\displaystyle {\mathfrak {F}}}와 {\displaystyle {\mathfrak {Q}}(\mu _{0})}은 거의 상호작용하지 않게 된다.
{\displaystyle g}가 충분히 작다고 하면, {\displaystyle {\mathfrak {F}}}를 추가해도 {\displaystyle {\mathfrak {Q}}}의 재규격화군 흐름은 거의 변하지 않는다. (물론 {\displaystyle {\mathfrak {F}}}는 자유 이론이므로 재규격화를 겪지 않는다.) 재규격화군 흐름을 따라 내려가면 이론이 갑자기 일관성을 잃을 수 없고, 또 이론은 {\displaystyle \mu =\mu _{0}}에서 일관적이었으므로, 이론은 모든 에너지 눈금 {\displaystyle \mu \leq \mu _{0}}에서 일관적이어야 한다. 따라서 총 변칙은 모든 눈금에서 0이어야 하며,
{\displaystyle {\mathcal {A}}({\mathfrak {Q}}(\mu ))=-{\mathcal {A}}({\mathfrak {F}})={\mathcal {A}}({\mathfrak {Q}}(\mu _{0}))\quad \mu \leq \mu _{0}}
이어야 한다. 즉, 재규격화군 흐름을 따라 내려가도 변칙은 바뀌지 않는다. 보다 일반적으로, 같은 적외 등각 장론으로 흐르는 두 양자장론은 모든 대칭에 대하여 변칙들이 서로 일치하여야 한다.

## 이산 대칭의 변칙 일치 조건
이산 대칭의 경우, 이를 게이지할 수 없으므로 엇호프트의 유도는 직접적으로 적용되지 않는다. 그러나 이산 대칭에 대한 다음과 같은 변칙들이 변칙 일치 조건을 만족시킨다는 것을 보일 수 있다. (편의상, 이산 대칭을 순환군 {\displaystyle \mathbb {Z} /N}으로 골랐다.)
| 변칙                                     | 일치 조건 | 비고                                 |
| ---------------------------------------- | --- | ------------------------------------ |
| G-G-{\displaystyle \mathbb {Z} /N}       | {\displaystyle \equiv {\pmod {N}}}                                                                                         | {\displaystyle G}는 비아벨 연속 대칭 |
| 중력-중력-{\displaystyle \mathbb {Z} /N} | {\displaystyle \equiv {\pmod {N}}/2} ({\displaystyle N} 짝수), {\displaystyle \equiv {\pmod {N}}} ({\displaystyle N} 홀수) |                                      |

이산 변칙을 포함하는 다른 꼴의 변칙(U(1)-U(1)-{\displaystyle \mathbb {Z} /N} 등)은 분수 전하를 가진 유질량 상태에 의하여 변칙 일치 조건을 만족시키지 못할 수 있다.

## 역사
헤라르뒤스 엇호프트가 1979년 발표하였다.

## 같이 보기
- 엇호프트-폴랴코프 자기 홀극